# Monte delle Scalelle
Monte delle Scalelle è un rilievo dei monti Ernici, nel Lazio,  nella provincia di Frosinone, nel comune di Veroli.